# Monk (televisieserie)
Monk is een Amerikaanse detectiveserie over de detective Adrian Monk (Tony Shalhoub). Monk wordt ingeschakeld als het politieonderzoek vastloopt, maar heeft last van een obsessieve-compulsieve stoornis en meerdere fobieën. Monk heeft een abnormale vorm van angst voor bacteriën, hoogtes, grote groepen mensen en nog veel meer. Dit zorgt voor een ongewone uitdaging bij het oplossen van misdaden bij de politie, om nog maar te zwijgen over zijn dagelijks leven.

## Verhaallijn

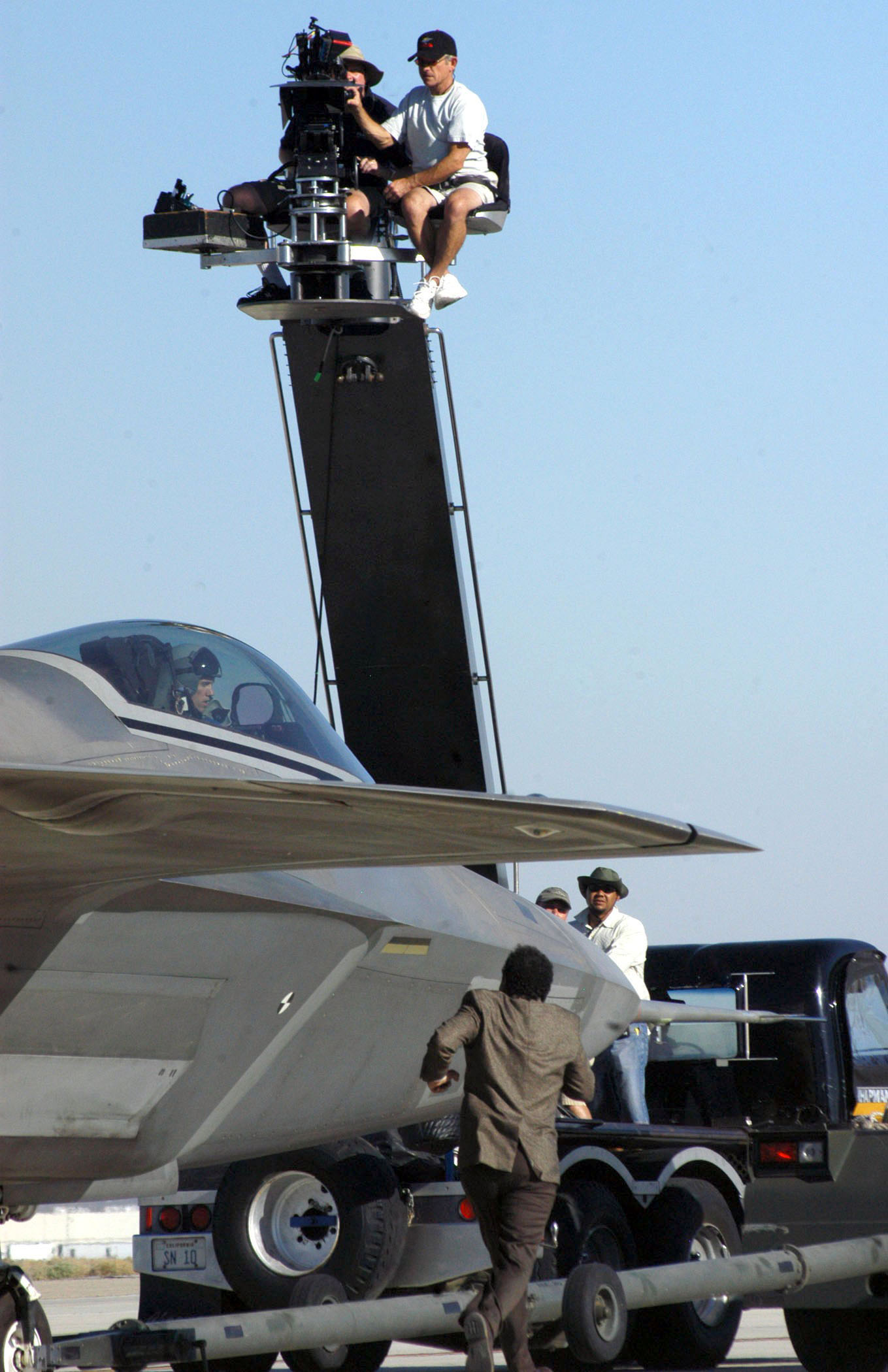
Foto tijdens opnamen van Monk

Monk was een briljante detective die voor de politie van San Francisco werkte, totdat zijn vrouw Trudy bij een autobomaanslag omkwam, waarvan Monk ervan overtuigd is dat dit voor hem bedoeld was. De dood van zijn vrouw leidde bij hem tot een zenuwinzinking. Hij nam ontslag bij de politie en kwam drie jaar lang zijn huis niet uit. Dankzij de hulp van zijn verzorgster Sharona Fleming (Bitty Schram), kwam hij weer zijn huis uit en was hij in staat om op freelance basis voor de politie te werken.
Captain Leland Stottlemeyer (Ted Levine) en Lieutenant Randall "Randy" Disher (Jason Gray-Stanford) van de politie van San Francisco schakelen Monk in, wanneer zij moeite hebben om een zaak op te lossen. Stottlemeyer wordt vaak helemaal dol van Monks stoornissen, maar respecteert hem. Monks obsessieve oog voor detail stelt hem in staat tegenstrijdigheden en patronen te ontdekken en verbanden te leggen om zaken op te lossen, waar anderen dit niet voor elkaar krijgen. Monk blijft op zoek naar informatie over de dood van zijn vrouw Trudy, maar dit blijft vooralsnog de enige zaak die hij niet kan oplossen.
In seizoen 3 besluit Sharona, zijn verzorgster, te hertrouwen met haar ex-man en naar New Jersey te verhuizen. Natalie Teeger (Traylor Howard), een alleenstaande moeder met een dochter van elf, Julie, wordt ingehuurd als zijn nieuwe assistente. Adrian Monk heeft een broer genaamd Ambrose en nog een halfbroer genaamd Jack Jr.
In seizoen 7 en 8 wordt er meer bekend over Trudy's dood. Zo heeft Trudy een opname achtergelaten waarop ze vertelt wie de moord op haar gepleegd heeft. Monk ontmaskert daarna de rechter die Trudy vermoordde. Deze pleegt daarna zelfmoord.

## Rolverdeling
| Acteur              | Personage                | Seizoenen                              |
| ------------------- | ------------------------ | -------------------------------------- |
| Tony Shalhoub       | Adrian Monk              | 1-8                                    |
| Traylor Howard      | Natalie Teeger-Davenport | Half seizoen 3-8                       |
| Ted Levine          | Leland Stottlemayer      | 1-8                                    |
| Jason Gray-Stanford | Randall Disher           | 1-8                                    |
| Bitty Schram        | Sharona Fleming          | 1-half seizoen 3, gastrol in seizoen 8 |

## Hoofdpersonages

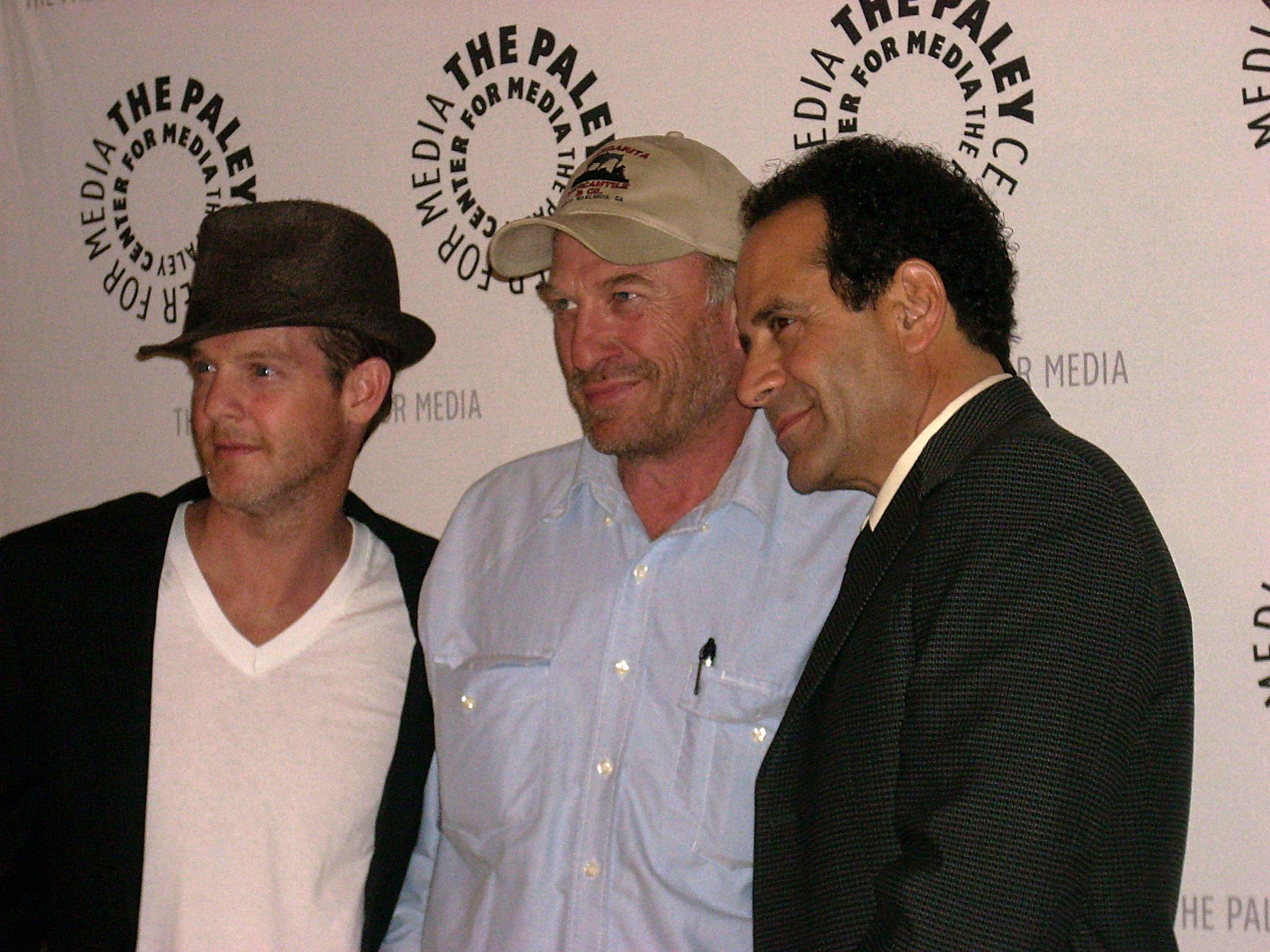
Van links naar rechts: Randy Disher, Leland Stottlemeyer en Adrian Monk

### Adrian Monk
Adrian Monk is de hoofdpersoon. Zeven jaar geleden kwam zijn vrouw, Trudy Monk, om het leven door een autobom. Omdat Trudy zijn "alles" was, heeft hij sindsdien veel meer last van zijn fobieën en angsten, wat zijn leven ernstig belemmert. Zo heeft hij bijvoorbeeld extreme smetvrees en een groot gevoel voor orde. Wegens zijn zenuwinzinking vlak na Trudy’s dood werd hij ontslagen bij de politie, en zijn droom is heraangesteld te worden als rechercheur. Door zijn scherpe oog voor detail en zijn mensenkennis, weet hij toch de meest ingewikkelde zaken op te lossen. Daarom werkt hij als onafhankelijk consultant en adviseur bij de recherche.

### Natalie Teeger
Natalie Teeger is weduwe en Monks tweede assistente. Hoewel ze slechts een assistente is, is Monk compleet afhankelijk van haar. Zo belt hij haar soms diep in de nacht op als er een vlek op zijn kleding zit. Zonder Natalie kan Monk eigenlijk niet functioneren, dus Natalie staat haar baas voortdurend bij. Haar man Mitch Teeger werd neergeschoten in Kosovo, maar sinds seizoen zeven heeft ze een nieuw vriendje. Ze heeft een dochter, Julie Teeger.

### Leland Stottlemeyer
Leland Stottlemeyer is het hoofd van de recherche in San Francisco en Monks beste vriend. Hij is een doorsnee familieman, maar scheidde in het vierde seizoen. Monk werkt bij hem op de afdeling. Stottlemeyer geeft hem een hoop speelruimte om zaken op te lossen, mits deze met goede resultaten komt. In seizoen zes krijgt hij een nieuwe vriendin, die later veroordeeld wordt voor moord. In seizoen acht hertrouwt hij.

### Randy Disher
Randall Disher is Stottlemeyers assistent en adjunct. Hij staat bekend om zijn buitensporige en bizarre theorieën, die hij verzint op een plaats delict. Stottlemayer moet hem dan regelmatig de les lezen. Disher komt uit een doorsnee gezin en krijgt in seizoen acht een relatie met Sharona Fleming. In datzelfde seizoen wordt hij overgeplaatst naar een ander district, waar hij commissaris wordt.

### Sharona Fleming
Sharona Fleming is Monks eerste assistente in seizoen 1, 2 en tot en met de helft van seizoen 3. In seizoen 3 hertrouwt ze met haar ex-man en verhuist ze naar New Jersey. Ze was oorspronkelijk Monks verpleegster, maar na een incident vroeg Monk haar zijn assistente te worden. In seizoen acht krijgt ze een relatie met Randy Disher.

## Soundtrack
Voor het eerste seizoen van Monk, was er een instrumentale jazz intro te horen van songwriter Jeff Beal en gitarist
Grant Geissman. Dit kreeg in 2003 een Emmy Award voor Best Main Title Music. In het daaropvolgende tweede seizoen was er een nieuw intro: It's a Jungle out There van Randy Newman. Hiervoor ontving Randy Newman in 2004 een Emmy Award voor Best Main Title Music.

## Boeken
Lee Goldberg, en later Hy Conrad, schreven meerdere boeken op basis van de televisieserie.

Hieronder een chronologische lijst:
1. Mr. Monk Goes to the Firehouse (2006)
2. Mr. Monk Goes to Hawaii (2006)
3. Mr. Monk and the Blue Flu (2007)
4. Mr. Monk and the Two Assistants (2007)
5. Mr. Monk in Outer Space (2007)
6. Mr. Monk Goes to Germany (2008)
7. Mr. Monk is Miserable (2008)
8. Mr. Monk and the Dirty Cop (2009)
9. Mr. Monk in Trouble (2009)
10. Mr. Monk is Cleaned Out (2010)
11. Mr. Monk on the Road (2011)
12. Mr. Monk on the Couch (2011)
13. Mr. Monk on Patrol (2012)
14. Mr. Monk is a Mess (2012)
15. Mr. Monk Gets Even (2012)
16. Mr. Monk Helps Himself (2013)
17. Mr. Monk Gets on Board (2014)
18. Mr. Monk Is Open For Business (2014)
19. Mr. Monk and The New Lieutenant (2015)

## Adrian Monks fobieën en angsten
Adrian Monk had in totaal 312 fobieën. Door de serie heen overwon hij wel een aantal angsten.